# Ragouba
Ragouba est une commune de la wilaya de Souk Ahras en Algérie, située à une quinzaine de kilomètres à l'est de Sedrata et à l'ouest de M'daourouch, et à 10 km au sud-ouest de Tiffech. Les deux grandes villes les plus proches sont Souk Ahras (45 km) au nord-est et Guelma (65 km) au nord.

## Géographie

### Situation
Le territoire de la commune de Ragouba se situe au centre de la wilaya de Souk Ahras.
| Khemissa      | Khemissa, Tiffech          | Tiffech     |
| Sedrata       | Ragouba                    | Tiffech     |
| Oum El Adhaim | Oum El Adhaim, M'daourouch | M'daourouch |

### Localités de la commune
La commune de Khemissa est composée de vingt-et-une localités :
- Aïn Abbès
- Aïn Bousbaâ
- Aïn Dekekcha (partie nord)
- Aïn Messoussa
- Aïn Mihoub
- Antar II
- Antar III
- Argoub
- Bir Bou Chaffi
- Dhar Antar
- Ettrig
- El Gabel
- El Garsa
- Gharbit Trig
- Guenara
- Henchir Boudib
- Khengueut El Amri
- Ragouba
- Ras El Kef (partie Est)
- Rous El Diass
- Safel Dria

### Climat
Son climat se traduit par une forte chaleur en été et un hiver très froid.